# Halowe Mistrzostwa Świata w Lekkoatletyce 2012 – bieg na 1500 m kobiet
Bieg na 1500 metrów kobiet – jedna z konkurencji rozegranych podczas 14. Halowych Mistrzostw Świata w Ataköy Atletizm Salonu w Stambule.
Biegi eliminacyjne zaplanowano na piątek 9 marca, a finał na sobotę 10 marca. Złotego medalu wywalczonego w 2010 roku nie broniła Etiopka Kalkidan Gezahegne.
Według stanu sprzed mistrzostw: halową rekordzistką świata w biegu na 1500 metrów była Rosjanka Jelena Sobolewa, która 18 lutego 2006 w Moskwie uzyskała czas 3:58,28, najszybszą biegaczką w sezonie halowym 2012 na tym dystansie była Genzebe Dibaba z Etiopii (4:00,13), a rekord halowych mistrzostw świata wynikiem 3:59,75 ustanowiła podczas mistrzostw w 2008 roku w Walencji Gelete Burka.

## Terminarz
| Data     | Godzina | Runda      |
| -------- | ------- | ---------- |
| 9 marca  | 18:30   | Eliminacje |
| 10 marca | 18:00   | Finał      |

## Rezultaty

### Eliminacje
| Pozycja | Bieg | Zawodniczka            | Reprezentacja     | Czas    | Uwagi |
| ------- | ---- | ---------------------- | ----------------- | ------- | ----- |
| 1       | 2    | Mariem Alaoui Selsouli | Maroko            | 4:08.56 | Q     |
| 2       | 2    | Hind Dehiba            | Francja           | 4:08.78 | Q     |
| 3       | 2    | Tizita Bogale          | Etiopia           | 4:08.91 | Q     |
| 4       | 2    | Aslı Çakır Alptekin    | Turcja            | 4:09.30 | NR, q |
| 5       | 2    | Angelika Cichocka      | Polska            | 4:09.50 | q     |
| 6       | 1    | Genzebe Dibaba         | Etiopia           | 4:11.17 | Q     |
| 7       | 2    | Brenda Martinez        | Stany Zjednoczone | 4:11.30 |       |
| 8       | 1    | Isabel Macías          | Hiszpania         | 4:11.53 | Q     |
| 9       | 1    | Natalla Karejwa        | Białoruś          | 4:11.64 | Q     |
| 10      | 1    | Siham Hilali           | Maroko            | 4:11.69 |       |
| 11      | 1    | Anżelika Szewczenko    | Ukraina           | 4:12.78 |       |
| 12      | 1    | Luiza Gega             | Albania           | 4:13.45 |       |
| 13      | 1    | Sara Vaughn            | Stany Zjednoczone | 4:17.46 |       |
| 14      | 1    | Ioana Doagă            | Rumunia           | 4:17.50 |       |
|         | 2    | Jelena Arżakowa        | Rosja             | 4:09.15 | DSQ   |

### Finał

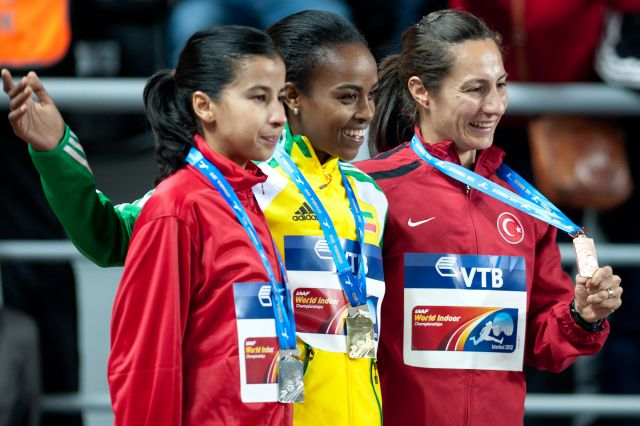
Medalistki biegu na podium

| Pozycja | Zawodniczka            | Reprezentacja | Czas    | Uwagi |
| ------- | ---------------------- | ------------- | ------- | ----- |
|         | Genzebe Dibaba         | Etiopia       | 4:05.78 |       |
|         | Mariem Alaoui Selsouli | Maroko        | 4:07.78 |       |
|         | Aslı Çakır Alptekin    | Turcja        | 4:08.74 | NR    |
| 4       | Natalla Karejva        | Białoruś      | 4:10.12 |       |
| 5       | Hind Dehiba            | Francja       | 4:10.30 |       |
| 6       | Tizita Bogale          | Etiopia       | 4:10.98 |       |
| 7       | Angelika Cichocka      | Polska        | 4:14.57 |       |
| 8       | Isabel Macías          | Hiszpania     | 4:22.40 |       |
| 99 !    | Jelena Arżakowa        | Rosja         | 4:13.04 | DSQ   |